# Jevrobačennja 2011
La sesta edizione di Jevrobačennja (in ucraino Євробачення?, "Eurovisione") è stata organizzata dall'emittente radiotelevisiva ucraina Nacional'na Teleradiokompanija Ukraïny (NTU) per selezionare il rappresentante nazionale all'Eurovision Song Contest 2011 a Düsseldorf.
La vincitrice è stata Mika Newton con Angel.

## Organizzazione
L'emittente ucraina Nacional'na Teleradiokompanija Ukraïny (NTU) ha confermato la partecipazione dell'Ucraina all'Eurovision Song Contest 2011 il 9 luglio 2010, annunciando l'organizzazione della sesta edizione di Jevrobačennja per la scelta del rappresentante nazionale. Il 7 luglio 2010 l'emittente ha dato la possibilità agli aspiranti partecipanti di inviare i propri brani entro il successivo 19 agosto.
Il festival si è articolato in nove spettacoli in totale: cinque show sono dedicati ai quarti di finale, con le relative fasi di ripescaggio, da 6 oppure 7 partecipanti ciascuno, che si sono svolti presso gli studi televisivi Dovženko di Kiev nel periodo di ottobre-novembre 2010; seguite da tre semifinali da 8 partecipanti ciascuna il 5, il 12 e 26 dicembre 2010, e la finale il 26 febbraio 2011 presso gli Savik Šuster Studio.
In ogni quarto di finale e semifinale il voto della giuria ha decretato i primi 3 classificati da far accedere alle semifinali, a cui si è aggiunto un'artista selezionato dal televoto aperto per tutta la settimana. Per quanto riguarda il sistema nella finale, il voto combinato di giuria d'esperti, televoto e voto online, con un peso rispettivamente del 45% per i primi due organi giudicanti e il restante 10% del voto online, ha decretato il vincitore.

### Giuria
La giuria durante i quarti e le semifinali è stata composta da:
- Valid Arfuš, produttore televisivo;
- Kamalija, cantante;
- Ruslana Pysanka, cantante ed attrice;
- Anton Ceslik, direttore di Kiss FM Ukraine;
- Iryna Žuravs'ka, modella e Miss Ucraina 2008.

La giuria durante la finale è stata composta:
- Ruslana Lyžyčko, cantante e vincitrice dell'Eurovision Song Contest 2004;
- Jehor Benkendorf, presidente di NTU;
- Valid Arfuš, produttore televisivo;
- Hanna Herman, vice capo dell'amministrazione presidenziale;
- Jan Tabačnyk, paroliere;
- Ani Lorak, cantante e rappresentante dell'Ucraina all'Eurovision Song Contest 2008;
- Eduard Klim, produttore discografico;
- Jurij Rybčyns'kyj, poeta;
- Al'oša, cantante e rappresentante dell'Ucraina all'Eurovision Song Contest 2010.

## Partecipanti
Le audizioni si sono tenute tra il 19 e il 21 agosto 2010 presso l'Olmeca Plage di Kiev, dove una giuria composta da sette membri, ha selezionato i 35 partecipanti tra le 200 proposte ricevute.
Nonostante inizialmente figurasse nella lista dei partecipanti, Vjerka Serdjučka ha annunciato il ritiro dalla competizione a causa di impegni che coincidevano con il periodo della selezione nazionale; è stata sostituita da Pavlo Tabakov con Shake Your Body.
| Artista                     | Titolo                    | Lingua           | Compositori                                             |
| --------------------------- | ------------------------- | ---------------- | ------------------------------------------------------- |
| A.R.M.I.JA & Vera Varlamova | Allo, allo                | Russo            | Roman Babenko                                           |
| Anastasija Prychod'ko       | Action                    | Inglese          | Andrej Ignatčenko                                       |
| Arina Domski                | Prosto ljubit'            | Russo            | Oleksandr Hrinčenko, Ihor Dobrolež                      |
| Bachroma                    | Ėjo imja                  | Russo            | Roman Bacharjev                                         |
| Chrystyna Kim               | Victim of My Love         | Inglese          | Chrystyna Kim                                           |
| Dar'ja Medova               | Infinity                  | Inglese          | Dar'ja Medova                                           |
| Dash                        | Love Is                   | Inglese          | Arkadij Nesterenko, Dmitro Sjerjakov                    |
| Denys Povalij               | Aces High                 | Inglese, ucraino | Denys Povalij, D. Sjerjakov, A. Korženko, A. Nesterenko |
| Eduard Romanjuta            | Berega                    | Russo            | Bogdan Bolchoveckij, Volodymyr Tret'jakov               |
| El Kravčuk                  | Moja nadežda              | Russo            | Semjon Horov, Andrij Danylko                            |
| Inna Voronova               | Mr. Fever                 | Inglese          | Inna Voronova                                           |
| Ivan Berezovs'kyj           | Ave Maria                 | Italiano         | Romano Mussumaro                                        |
| Jakov Smyrnov               | You'll Be With Me         | Inglese          | Jakov Smyrnov                                           |
| Jamala                      | Smile                     | Inglese          | Susana Alimivna Džamaladinova, Tetjana Skubaševs'ka     |
| Maksym Novic'kyj            | True Love Can Free You    | Inglese          | Maksym Novic'kyj, Brent Jordan                          |
| MetroPoly10                 | Think It Over             | Inglese          | Maksym Ders'kyj                                         |
| Mika Newton                 | Angel                     | Inglese          | Ruslan Kvinta, Maryna Skomorochova                      |
| Mila Nitič                  | Goodbye                   | Inglese          | Hennadij Kruprnik, Ol'ha Stepura                        |
| Natalja Puhačova            | Hey Boy                   | Inglese          | Natalja Puhačova                                        |
| Nek$i                       | Sever-Jug                 | Russo            | Gennadij Tatarčenko, Jurij Rybčyns'kyj                  |
| Oleksandr Kvarta            | Ne somnesajsja            | Russo            | Oleksandr Kvarta                                        |
| Oleksij Matias              | Myself                    | Inglese          | Hennadij Kruprnik                                       |
| Olena Kornjejeva            | Why Didn't I Say Goodbye? | Inglese          | Olena Kornjejeva, Marianna Stasjuk                      |
| Para Normal'nych            | Hljadi                    | Ucraino          | Vitalij Plešakov                                        |
| Pavlo Tabakov               | Shake Your Body           | Inglese          | Petro Černyšenko                                        |
| Šanis                       | Kamernnyj cvetok          | Russo            | Ruslan Kvinta, Diana Golde                              |
| Tetjana Vorževa             | Vsё rešeno                | Russo            | Vlad Darvin                                             |
| Vitalij Halaj               | My Expression             | Inglese          | Vitalij Halaj                                           |
| Vladyslav Levyc'kyj         | Love                      | Inglese          | Vladyslav Levyc'kyj, Sonja Sytnyk                       |
| Vroda                       | Žovteja žyto              | Ucraino          | Vasyl' Tkač                                             |
| Zakl'opky                   | Superhero (U-la-la)       | Inglese          | Serhij Kabanec', Katja Komar                            |
| Žemčug                      | Hero                      | Inglese          | Anna Ališer, Alёnа Žemčug, Jevnenij Matjušenko          |
| Zlata Ohnjevič              | The Kukuška               | Inglese, ucraino | Michajlo Nekrasov, Jevhenija Matjušenko                 |

## Quarti di finale
I quarti di finale si sono tenuti in cinque serate dal 31 ottobre al 28 novembre 2010 e hanno visto competere 6 o 7 partecipanti ciascuno per i quattro posti per puntata per le semifinali.
Il voto è stato suddiviso in due round: nel primo il voto della giuria d'esperti ha selezionato tre brani che hanno avuto accesso direttamente alle semifinali, mentre nel secondo il pubblico ha selezionato un'ulteriore brano, tra i quattro esclusi, da mandare in semifinale in un televoto aperto per una settimana. Al termine dei quarti di finale, la giuria d'esperti ha assegnato quattro wildcard, tra i tredici esclusi, da mandare in semifinale.

### Primo quarto
Il primo quarto di finale si è tenuto il 31 ottobre 2010 presso i Dovženko Studios ed è stato presentato da Timur Mirošnyčenko e Tetjana Terechova.
Ad accedere alle semifinali sono stati: Chrystyna Kim, Olena Kornjejeva, Dar'ja Medova e i Zakl'opky; El Kravčuk è stato selezionato internamente da una giuria come semifinalista.
Primo round
     Qualificato della giuria
| # | Artista          | Titolo                    |
| - | ---------------- | ------------------------- |
| 1 | Jakov Smyrnov    | You'll Be With Me         |
| 2 | Zakl'opky        | Superhero (U-la-la)       |
| 3 | El Kravčuk       | Moja nadežda              |
| 4 | Chrystyna Kim    | Victim of My Love         |
| 5 | Olena Kornjejeva | Why Didn't I Say Goodbye? |
| 6 | Inna Voronova    | Mr. Fever                 |
| 7 | Dar'ja Medova    | Infinity                  |

Secondo round
     Qualificato del televoto
     Wildcard della giuria
| # | Artista       | Titolo              |
| - | ------------- | ------------------- |
| 1 | Jakov Smyrnov | You'll Be With Me   |
| 2 | Zakl'opky     | Superhero (U-la-la) |
| 3 | El Kravčuk    | Moja nadežda        |
| 4 | Inna Voronova | Mr. Fever           |

### Secondo quarto
Il secondo quarto di finale si è tenuto il 7 novembre 2010 presso i Dovženko Studios ed è stato presentato da Timur Mirošnyčenko e Tetjana Terechova.
Ad accedere alle semifinali sono stati: Eduard Romanjuta, Ivan Berezovs'kyj, Bachroma e Nek$i; i Para Normal'nych sono stati selezionati internamente da una giuria come semifinalisti.
Primo round
     Qualificato della giuria
| # | Artista           | Titolo        |
| - | ----------------- | ------------- |
| 1 | Para Normal'nych  | Hljadi        |
| 2 | Eduard Romanjuta  | Berega        |
| 3 | Ivan Berezovs'kyj | Ave Maria     |
| 4 | Bachroma          | Ėjo imja      |
| 5 | MetroPoly10       | Think It Over |
| 6 | Nek$i             | Sever-Jug     |

Secondo round
     Qualificato del televoto
     Wildcard della giuria
| # | Artista          | Titolo        |
| - | ---------------- | ------------- |
| 1 | Para Normal'nych | Hljadi        |
| 2 | MetroPoly10      | Think It Over |
| 3 | Nek$i            | Sever-Jug     |

### Terzo quarto
Il terzo quarto di finale si è tenuto il 14 novembre 2010 presso i Dovženko Studios ed è stato presentato da Timur Mirošnyčenko e Tetjana Terechova.
Ad accedere alle semifinali sono stati: Oleksij Matias, Šanis, Žemčug e Vitalij Halaj; le A.R.M.I.JA & Vera Varlamova sono state selezionate internamente da una giuria come semifinaliste.
Primo round
     Qualificato della giuria
| # | Artista                     | Titolo           |
| - | --------------------------- | ---------------- |
| 1 | Arina Domski                | Prosto ljubit'   |
| 2 | Vitalij Halaj               | My Expression    |
| 3 | Oleksij Matias              | Myself           |
| 4 | Šanis                       | Kamernnyj cvetok |
| 5 | Natalja Puhačova            | Hey Boy          |
| 6 | Žemčug                      | Hero             |
| 7 | A.R.M.I.JA & Vera Varlamova | Allo, allo       |

Secondo round
     Qualificato del televoto
     Wildcard della giuria
| # | Artista                     | Titolo         |
| - | --------------------------- | -------------- |
| 1 | Arina Domski                | Prosto ljubit' |
| 2 | Vitalij Halaj               | My Expression  |
| 3 | Natalja Puhačova            | Hey Boy        |
| 4 | A.R.M.I.JA & Vera Varlamova | Allo, allo     |

### Quarto quarto
Il quarto quarto di finale si è tenuto il 21 novembre 2010 presso i Dovženko Studios ed è stato presentato da Timur Mirošnyčenko e Tetjana Terechova.
Ad accedere alle semifinali sono stati: Zlata Ohnjevič, Anastasija Prychod'ko, Mika Newton e Mila Nitič; Vladyslav Levyc'kyj è stato selezionato internamente da una giuria come semifinalista.
Primo round
     Qualificato della giuria
| # | Artista               | Titolo         |
| - | --------------------- | -------------- |
| 1 | Oleksandr Kvarta      | Ne somnesajsja |
| 2 | Vladyslav Levyc'kyj   | Love           |
| 3 | Dash                  | Love Is        |
| 4 | Zlata Ohnjevič        | The Kukuška    |
| 5 | Anastasija Prychod'ko | Action         |
| 6 | Mika Newton           | Angel          |
| 7 | Mila Nitič            | Goodbye        |

Secondo round
     Qualificato del televoto
     Wildcard della giuria
| # | Artista             | Titolo         |
| - | ------------------- | -------------- |
| 1 | Oleksandr Kvarta    | Ne somnesajsja |
| 2 | Vladyslav Levyc'kyj | Love           |
| 3 | Dash                | Love Is        |
| 4 | Mila Nitič          | Goodbye        |

### Quinto quarto
Il quinto quarto di finale si è tenuto il 28 novembre 2010 presso i Dovženko Studios ed è stato presentato da Timur Mirošnyčenko e Tetjana Terechova.
Ad accedere alle semifinali sono stati: Jamala, Denys Povalij, Tetjana Vorževa e Pavlo Tabakov.
Primo round
     Qualificato della giuria
| # | Artista          | Titolo                 |
| - | ---------------- | ---------------------- |
| 1 | Pavlo Tabakov    | Shake Your Body        |
| 2 | Jamala           | Smile                  |
| 3 | Denys Povalij    | Aces High              |
| 4 | Maksym Novic'kyj | True Love Can Free You |
| 5 | Tetjana Vorževa  | Vsё rešeno             |
| 6 | Vroda            | Žovteja žyto           |

Secondo round
     Qualificato del televoto
| # | Artista          | Titolo                 |
| - | ---------------- | ---------------------- |
| 1 | Pavlo Tabakov    | Shake Your Body        |
| 2 | Maksym Novic'kyj | True Love Can Free You |
| 3 | Vroda            | Žovteja žyto           |

## Semifinali
Le semifinali si sono tenute in tre serate il 5, il 12 ed il 26 dicembre 2010 e hanno visto competere 8 partecipanti ciascuno per i sette posti per puntata per la finale.
Il voto si è svolto in maniera analoga a quella dei quarti di finale: nel primo round il voto della giuria d'esperti ha selezionato cinque brani che hanno avuto accesso direttamente alla finale, mentre nel secondo il pubblico ha selezionato due ulteriori brani, tra i tre esclusi, da mandare in finale in un televoto aperto per una settimana.

### Prima semifinale
La prima semifinale si è tenuta il 5 dicembre 2010 presso i Dovženko Studios ed è stato presentato da Timur Mirošnyčenko e Tetjana Terechova.
Ad accedere alle semifinali sono stati: Bachroma, Žemčug, Vitalij Halaj, Zlata Ohnjevič, Vladyslav Levyc'kyj, Nek$i e Tetjana Vorževa.
Primo round
     Qualificato della giuria
| # | Artista             | Titolo        |
| - | ------------------- | ------------- |
| 1 | Bachroma            | Ėjo imja      |
| 2 | Žemčug              | Hero          |
| 3 | Vitalij Halaj       | My Expression |
| 4 | Nek$i               | Sever-Jug     |
| 5 | Zlata Ohnjevič      | The Kukuška   |
| 6 | Para Normal'nych    | Hljadi        |
| 7 | Tetjana Vorževa     | Vsё rešeno    |
| 8 | Vladyslav Levyc'kyj | Love          |

Secondo round
     Qualificato del televoto
| # | Artista          | Titolo     | Televoti | Posizione |
| - | ---------------- | ---------- | -------- | --------- |
| 1 | Nek$i            | Sever-Jug  | 72,52%   | 1         |
| 2 | Para Normal'nych | Hljadi     | 9,46%    | 3         |
| 3 | Tetjana Vorževa  | Vsё rešeno | 18,02%   | 2         |

### Seconda semifinale
La seconda semifinale si è tenuta il 12 dicembre 2010 presso i Dovženko Studios ed è stata presentata da Timur Mirošnyčenko e Tetjana Terechova.
Ad accedere alla finale sono stati: Mika Newton, Šanis, Olena Kornjejeva, Denys Povalij, Anastasija Prychod'ko, Ivan Berezovs'kyj e Zakl'opky.
Primo round
     Qualificato della giuria
| # | Artista               | Titolo                    |
| - | --------------------- | ------------------------- |
| 1 | Mika Newton           | Angel                     |
| 2 | Ivan Berezovs'kyj     | Ave Maria                 |
| 3 | Šanis                 | Kamernnyj cvetok          |
| 4 | Zakl'opky             | Superhero (U-la-la)       |
| 5 | Olena Kornjejeva      | Why Didn't I Say Goodbye? |
| 6 | Chrystyna Kim         | Victim of My Love         |
| 7 | Denys Povalij         | Aces High                 |
| 8 | Anastasija Prychod'ko | Action                    |

Secondo round
     Qualificato del televoto
| # | Artista           | Titolo              | Televoti | Posizione |
| - | ----------------- | ------------------- | -------- | --------- |
| 1 | Ivan Berezovs'kyj | Ave Maria           | 78,62%   | 1         |
| 2 | Zakl'opky         | Superhero (U-la-la) | 11,32%   | 2         |
| 3 | Chrystyna Kim     | Victim of My Love   | 10,06%   | 3         |

### Terza semifinale
La terza semifinale si è tenuta il 19 dicembre 2010 2010 presso i Dovženko Studios ed è stato presentato da Timur Mirošnyčenko e Tetjana Terechova. Per problemi tecnici durante la sua esibizione, Oleksij Matias non è riuscito ad esibirsi di fronte alla giuria d'esperti, pertanto è stato automaticamente designato al secondo round dedicato al televoto.
Ad accedere alla finale sono stati: A.R.M.I.JA & Vera Varlamova, El Kravčuk, Jamala, Eduard Romanjuta, Dar'ja Medova, Mila Nitič e Oleksij Matias.
Primo round
     Qualificato della giuria
| # | Artista                     | Titolo          |
| - | --------------------------- | --------------- |
| 1 | A.R.M.I.JA & Vera Varlamova | Allo, allo      |
| 2 | El Kravčuk                  | Moja nadežda    |
| 3 | Jamala                      | Smile           |
| 4 | Eduard Romanjuta            | Berega          |
| 5 | Mila Nitič                  | Goodbye         |
| 6 | Pavlo Tabakov               | Shake Your Body |
| 7 | Dar'ja Medova               | Infinity        |
| — | Oleksij Matias              | Myself          |

Secondo round
     Qualificato del televoto
| # | Artista        | Titolo          | Televoti | Posizione |
| - | -------------- | --------------- | -------- | --------- |
| 1 | Mila Nitič     | Goodbye         | 9,07%    | 2         |
| 2 | Pavlo Tabakov  | Shake Your Body | 8,69%    | 3         |
| 3 | Oleksij Matias | Myself          | 82,24%   | 1         |

## Finale
La finale si è tenuta il 26 febbraio 2011 presso i Savik Šuster Studio di Kiev ed è stato presentato da Savik Šuster, Gaitana Essami, Irina Rosenfeld e Jevhenija Vlasova.
Gli A.R.M.I.JA & Vera Varlamova e Nek$i hanno annunciato il loro ritiro prima dello svolgimento della finale, mentre Vitalij Halaj e Tetjana Vorževa sono stati squalificati durante lo spettacolo per aver infranto alcune regole del regolamento della selezione.
Mika Newton è stata proclamata vincitrice trionfando sia nel voto della giuria, televoto e nel voto online.
| #  | Artista               | Titolo                    | Punteggio | Punteggio | Punteggio | Punteggio | Punteggio | Punteggio | Punteggio | Posizione |
| #  | Artista               | Titolo                    | Giuria    | Giuria    | Televoto  | Televoto  | Online    | Online    | Media     | Posizione |
| -- | --------------------- | ------------------------- | --------- | --------- | --------- | --------- | --------- | --------- | --------- | --------- |
| 1  | Zlata Ohnjevič        | The Kukuška               | 80        | 19        | 19 000    | 19        | 14 349    | 13        | 18,40     | 2         |
| 2  | Dar'ja Medova         | Infinity                  | —         | 13        | 2 980     | 16        | 32 587    | 16        | 14,65     | 4         |
| 3  | Žemčug                | Hero                      | —         | 7         | 270       | 5         | 509       | 2         | 5,60      | 16        |
| 4  | Bachroma              | Ėjo imja                  | —         | 10        | 295       | 7         | 2 836     | 9         | 8,55      | 13        |
| 5  | Oleksij Matias        | Myself                    | —         | 11        | 2 539     | 15        | 24 924    | 15        | 13,20     | 6         |
| 6  | Jamala                | Smile                     | 79        | 17        | 10 800    | 17        | 37 232    | 19        | 17,20     | 3         |
| 7  | Mila Nitič            | Goodbye                   | —         | 15        | 560       | 9         | 181       | 1         | 10,90     | 10        |
| 8  | Olena Kornjejeva      | Why Didn't I Say Goodbye? | —         | 14        | 879       | 11        | 1 208     | 4         | 11,65     | 9         |
| 9  | Denys Povalij         | Aces High                 | —         | 9         | 286       | 6         | 2 498     | 8         | 7,55      | 14        |
| 10 | El Kravčuk            | Moja nadežda              | —         | 8         | 676       | 10        | 34 488    | 17        | 9,80      | 11        |
| 11 | Šanis                 | Kamernnyj cvetok          | —         | 8         | 91        | 1         | 3 184     | 10        | 5,05      | 17        |
| 12 | Vitalij Halaj         | My Expression             | —         | —         | 122       | 2         | 3 378     | 11        | —         | —         |
| 13 | Mika Newton           | Angel                     | 81        | 21        | 29 064    | 21        | 37 384    | 21        | 21,00     | 1         |
| 14 | Eduard Romanjuta      | Berega                    | —         | 13        | 2 472     | 13        | 5 902     | 12        | 12,90     | 7         |
| 15 | Tetjana Vorževa       | Vsё rešeno                | —         | —         | 124       | 3         | 1 098     | 3         | —         | —         |
| 16 | Ivan Berezovs'kyj     | Ave Maria                 | —         | 16        | 2 502     | 14        | 1 289     | 5         | 14,00     | 5         |
| 17 | Zakl'opky             | Superhero (U-la-la)       | —         | 10        | 181       | 4         | 2 320     | 7         | 7,00      | 15        |
| 18 | Vladyslav Levyc'kyj   | Love                      | —         | 12        | 450       | 8         | 1 494     | 6         | 9,60      | 12        |
| 19 | Anastasija Prychod'ko | Action                    | —         | 12        | 1 119     | 12        | 14 821    | 14        | 12,20     | 8         |

## Controversie
In seguito alla vittoria di Mika Newton nella selezione ucraina, la giurata Hanna Herman, vice capo dell'amministrazione presidenziale, presentò una petizione per richiedere una rivalutazione del risultato, a causa di presunti errori nel conteggio dei voti del televoto. Il regolamento prevedeva infatti che ogni cittadino potesse esprimere un solo voto tramite il proprio numero di telefono; tuttavia, da controlli successivi emersero diverse anomalie, tra cui l'invio di più voti dallo stesso numero.
Il 28 febbraio 2011, NTU annunciò l'intenzione di organizzare una nuova finale, coinvolgendo le tre artiste classificate sul podio (Mika Newton, Zlata Ohnjevič e Jamala) con la garanzia che sarebbe stato consentito un solo voto per numero telefonico. Tuttavia, la Ohnjevič rifiutò di partecipare, ribadendo il sospetto di ulteriori brogli durante la nuova selezione, mentre Jamala declinò l'invito per impegni televisivi già prestabiliti. Il 4 marzo successivo, l'emittente confermò ufficialmente Mika Newton come rappresentante dell'Ucraina.